# Trigonurella
Trigonurella is een geslacht van halfvleugeligen uit de familie Machaerotidae. De wetenschappelijke naam van dit geslacht is voor het eerst geldig gepubliceerd in 1963 door Maa.

## Soorten
Het geslacht Trigonurella omvat de volgende soorten:
- Trigonurella simonthomasi Maa, 1963
- Trigonurella szentivanyi Maa, 1963